# Lâm Tương

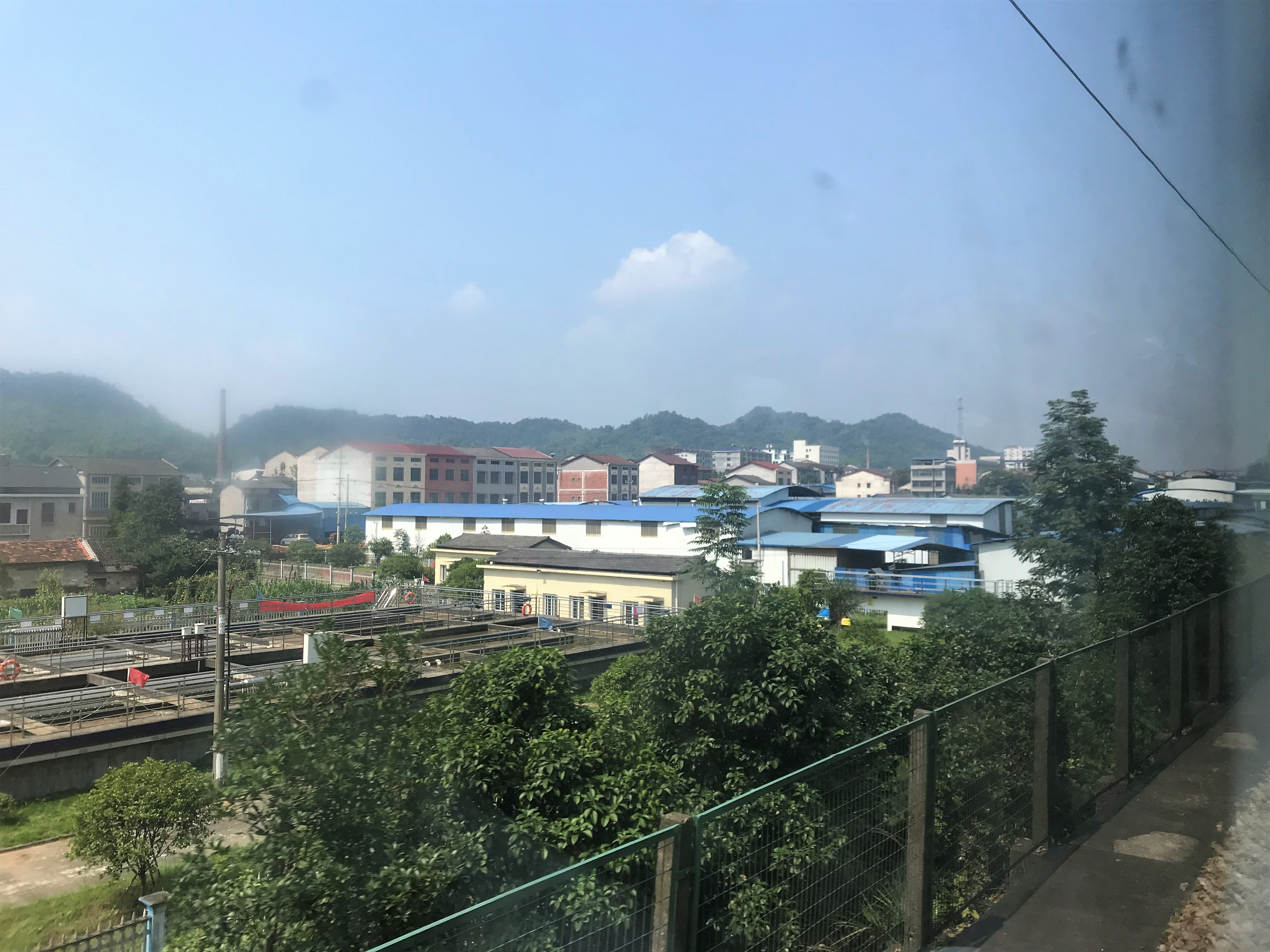
Một góc Lâm Tương

Lâm Tương là một thành phố cấp huyện thuộc địa cấp thị Nhạc Dương, Hồ Nam, Cộng hòa Nhân dân Trung Hoa. Thành phố này có diện tích 1714 ki-lô-mét vuông, dân số 480.000 người (năm 2002). Mã số bưu chính là 414300, mã vùng điện thoại là 0730. Thành phố này được thành lập ngày 1/9/1992 trên cơ sở huyện cùng tên. Nhiệt độ trung bình nam là 16℃，lượng giáng thủy là 1469 mm mỗi năm.
Thành phố này được chia thành 3 nhai đạo: Trường An, Kiều Đông, Đào Khoáng; 13 trấn: Bạch Dương Điền, Trường Đường, Dương Lâu Ti, Nguyên Đàm, Trung Phòng, Định Hồ, Nhiếp Thị, Đào Lâm, Chiêm Kiều, Nho Khê, Hoàng Cái; 9 hương: Văn Bạch, Ngũ Lý Bài, Đán Độ, Hạ Phán, Thừa Phong, Hoành Phố, Bích Sơn.